# مقاطعة جبرائيل
مقاطعة جبرائيل  (بالأذرية: Cəbrayıl) كانت مقاطعة في أذربيجان و تسيطر عليها جمهورية مرتفعات قرة باغ المنشقة كجزء من مقاطعة هادروت منذ حرب مرتفعات قرة باغ. وفقا لآخر تعداد سوفيتي لعام 1989، فقد كان هناك 49 ألف و156 نسمة يعيشون في المقاطعة.
 تملك مقاطعة جبرائيل تربة خصبة حيث كان معظم السكان قبل الحرب من العاملين في الزراعة. يحد مقاطعة جبرائيل من الجنوب إيران.
احتلت المدينة في 23 أغسطس عام 1993 من قبل الجيش الارمني. بنتيجة الاحتلال، استقروا اللاجئون في حوالي 000 2 مستوطنة، ومعسكرات الخيام وسيارات الشحن والمهاجع.
في 4 اكتوبرا عام 2020 حررت القوات المسلحة الأذربيجانية مدينة جبرائيل لأذربيجان من احتلال أرمنيا.

وأعلن رئيس أذربيجان إلهام علييف عن أن قوات بلاده سيطرت على مدينة جبرائيل التي كان يحتل عليها الجيش الأرميني.

## أعلام
- آصلان أصلانوف